# Old Friends from Young Years
Old Friends from Young Years è il primo album in studio del gruppo musicale statunitense Papa Roach, autoprodotto e pubblicato nel 1997.

## Descrizione
L'album fu registrato dal gruppo per la loro vecchia etichetta Onion Hardcore, con l'aiuto del padre del bassista.
Nel 2005 i Papa Roach hanno ripubblicato l'album per i soli membri del fan club P-Roach Riot!. Questa edizione ha una nuova copertina e un foglietto speciale per l'ingresso nel fan club, ma non comprende le tracce Thanx ed Unlisted. Inoltre c'è una versione rock della traccia nascosta Tightrope, prima compresa solo nell'EP Let 'Em Know.

## Tracce
1. Intro – 0:27
2. Orange Drive Palms – 4:53
3. Liquid Diet – 4:19
4. GrrBrr – 4:14
5. Isedufukndie – 4:16
6. DIRTYcutFREAK – 2:45
7. Living Room – 4:14
8. 829 – 4:35
9. Peewagon – 4:43
10. Hedake – 5:19
11. Shut Up N Die (Reprise) – 2:33
12. Thanx – 5:50
13. The Last Song – 1:54

## Formazione
- Jacoby Shaddix - voce
- Jerry Horton - chitarra
- Tobin Esperance - basso
- Dave Buckner - batteria